# Адам Піті
Адам Піті (англ. Adam Peaty, нар. 28 грудня 1994, Уттоксетер, Англія, Велика Британія) — британський плавець, олімпійський чемпіон та срібний призер Олімпійських ігор 2016 року, олімпійський чемпіон Олімпійських ігор 2020 року, восьмиразовий чемпіон світу, світовий рекордсмен.

## Кар'єра
6 серпня на Олімпійських іграх 2016 року у попередніх запливах показав час 57.55 та побив свій же світовий рекорд. Наступного дня у фіналі Піті переміг та ще раз побив свій світовий рекорд 57.13. 13 серпня виграв срібну медаль з командою у естафеті 4x100      метрів комплексом.

## Виступи на Олімпійських іграх
| Олімпіада  | Дисципліна         | Місце |
| ---------- | ------------------ | ----- |
| Ріо 2016   | 100 м брасом       | 1     |
| Ріо 2016   | 4×100 м комплексом | 2     |
| Токіо 2020 | 100 м брасом       | 1     |